# (11489) 1988 SN
1988 أس أن (ويعرف أيضًا باسم (11489) 1988 أس أن وفق تسمية الكوكب الصغير) (بالإنجليزية: 1988 SN)‏ هو كويكب ضمن حزام الكويكبات؛ وترتيبه 11489 من حيث الاكتشاف.
اكتُشف هذا الجُرم الفلكي بواسطة هيروشي كانيدا في 22 سبتمبر 1988.

## وصلات خارجية
- (11489) 1988 SN في قاعدة بيانات مختبر الدفع النفاث لأجرام النظام الشمسي الصغيرة

- الاكتشاف · مخطط المدار ·  العناصر المدارية · المعلمات المادية

- (11489) 1988 SN على موقع ويكي سكاي: DSS2, SDSS, GALEX, IRAS, Hydrogen α, X-Ray, Astrophoto, Sky Map, Articles and images